# Third party (politiek)
Met de term third party of derde partij worden één tot meerdere kleine tot middelgrote partijen bedoeld in een politiek systeem met twee dominante partijen, het zogenaamde tweepartijensysteem. Er vindt een electorale strijd plaats tussen twee traditionele partijen die onder elkaar de meerderheid van de beschikbare zetels en functies verdelen. In de marge van het politieke veld bevinden zich nog één tot enkele relatief jonge partijen met een veel kleiner aantal stemmen. 
De term wordt vooral gebruikt in landen met een first past the post-principe, waarbij de grootste partij binnen een bepaalde kieskring alle zetels toegewezen krijgt. Zulke systemen hebben de tendens om een tweepartijensysteem te creëren waarin electoraal succesvolle kleinere partijen zeldzaam zijn. In landen waar de zetels toegewezen worden volgens het principe van evenredige vertegenwoordiging, bijvoorbeeld in België en Nederland, worden er minder voordelen toegekend aan de twee grootste partijen. Hier ontstaan dus vaak meerpartijenstelsels waar men een electorale meerderheid haalt door aan coalitievorming te doen. In zo'n systeem kunnen kleinere partijen deel uitmaken van de coalitie. In een tweepartijenstelsel hebben alleen de grote partijen een kans op het vormen van een overheid.
Vaak wordt impliciet aangenomen dat een partij een bepaald niveau van succes moet halen vooraleer het als third party wordt benoemd. Partijen die te klein zijn om als third party gezien te worden, worden met de termen minor parties of fringe parties aangeduid.
Bekende voorbeelden van democratieën met een tweepartijenstelsel zijn de Verenigde Staten en het Verenigd Koninkrijk. In de Verenigde Staten zijn de Democraten en de Republikeinen dominant. Voorbeelden van Amerikaanse third parties zijn de Libertarische Partij en de Green Party. 
In het Verenigd Koninkrijk wordt de term third party eveneens gebezigd. Hier doelt men er voornamelijk mee op de Scottish National Party. Op nationaal niveau is er immers sprake van een tweepartijensysteem met de Conservatieve Partij en Labour. In het Schots Parlement is de Scottish National Party sinds 2016 echter groter dan Labour en de Conservatieven.